# Liste der Kulturdenkmale in Tauberbischofsheim-Impfingen
In der Liste der Kulturdenkmale in Tauberbischofsheim-Impfingen sind die Kulturdenkmale des Tauberbischofsheimer Stadtteils Impfingen aufgelistet. Diese Liste ist eine Teilliste der Liste der Kulturdenkmale in Tauberbischofsheim. Grundlage für diese Liste ist die vom Regierungspräsidium Stuttgart herausgegebene Liste der Bau- und Kunstdenkmale mit Stand vom 15. Februar 2012.
Diese Liste ist nicht rechtsverbindlich. Eine rechtsverbindliche Auskunft ist lediglich auf Anfrage bei der Unteren Denkmalschutzbehörde der Stadt Tauberbischofsheim erhältlich.
Im Jahr 1988 erfolgte eine Erfassung aller Bildstöcke in den Ortsteilen von Tauberbischofsheim durch das Landesdenkmalamt Baden-Württemberg. Auf der Impfinger Gemarkung wurden in diesem Zusammenhang über 30 Bildstöcke gezählt. Daneben wurde im selben Jahr ein Impfinger Bildstockwanderweg ausgewiesen, der als Rundwanderweg um den Ort führt.

## Allgemein
- Bild: Zeigt ein ausgewähltes Bild aus Commons, „Weitere Bilder“ verweist auf die Bilder im Medienarchiv Wikimedia Commons.
- Bezeichnung: Nennt den Namen, die Bezeichnung oder die Art des Kulturdenkmals.
- Lage: Straßenname und Hausnummer oder Flurstücknummer des Kulturdenkmals, gegebenenfalls auch den Ortsteil. Die Grundsortierung der Liste erfolgt nach dieser Adresse. Der Link (Karte) führt zu verschiedenen Kartendiensten mit der Position des Kulturdenkmals. Fehlt dieser Link, wurden die Koordinaten noch nicht eingetragen. Sind diese bekannt, können sie über ein Tool mit einer Kartenansicht einfach nachgetragen werden. In dieser Kartenansicht sind Kulturdenkmale ohne Koordinaten mit einem roten bzw. orangen Marker dargestellt und können durch Verschieben auf die richtige Position in der Karte mit Koordinaten versehen werden. Kulturdenkmale ohne Bild sind an einem blauen bzw. roten Marker erkennbar.
- Datierung: Baubeginn, Fertigstellung, Datum der Erstnennung oder grobe zeitliche Einordnung entsprechend des Eintrags in der zuständigen Denkmaldatenbank (Landesamt für Denkmalpflege Baden-Württemberg).
- Beschreibung: Kurzcharakteristik des Kulturdenkmals.

## Kulturdenkmale in Impfingen
Bau-, Kunst- und Kulturdenkmale in Impfingen mit dem Dorf Impfingen (⊙) und dem Wohnplatz Hohenstraße (⊙):
| Bild           | Bezeichnung                         | Lage                                                                                    | Datierung   | Beschreibung | ID |
| -------------- | ----------------------------------- | --------------------------------------------------------------------------------------- | ----------- | --- | -- |
|                | Träubelesbildstock                  | Am Miltenstein (Gewann) (Flst.Nr. 0-2421) (Karte)                                       | 1777        | Kleindenkmal Nr. 07 (Impfingen): Bildstock, von 1777, mit Stifterinschrift. Steht am Miltensteinweg. Zeigt die schmerzhafte Muttergottes, hat eine Rundsäule mit Weinranken, im Frankenland auch als sog. Träubelesbildstock bezeichnet. Es handelt sich um den Bildstock Nr. 7 von 18 des Impfinger Bildstockwanderwegs. Geschützt nach § 2 DSchG |    |
|                | Buscher-Bildstock                   | Am Rain, Zum Wehrgarten (am Taubertalradweg) (Flst.Nr. 0-345) (Karte)                   | 1865        | Kleindenkmal Nr. 05 (Impfingen): Bildstock, von 1865, sog. Buscher-Bildstock, mit Stifterinschrift. Steht am Beginn des Taubertalradwegs am Ortsausgang in Richtung Tauberbischofsheim, bei den Straßen Zum Wehrgarten/Am Rain, hat einen dreifach gestuften Aufbau mit einer Pieta, einer Abendmahlszene und einer Strahlenmonstranz, dient auch als Prozessionsaltar, beispielsweise an Fronleichnam. Es handelt sich um den Bildstock Nr. 5 von 18 des Impfinger Bildstockwanderwegs. Geschützt nach § 2 DSchG |    |
| Weitere Bilder | Nepomukstatue                       | Brückenstraße (Flst.Nr. 0-302) (Karte)                                                  | unbekannt   | Nepomukfigur (auf der Tauberbrücke). Während des Zweiten Weltkrieges streifte ein Impfinger Bauer mit seiner Heufuhre den Bildstock, sodass dieser in die Tauber geworfen wurde. Dabei brach ein Arm und das Kreuz der Figur ab. Erst im Rahmen einer Sanierung der Tauberbrücke durch die Stadt Tauberbischofsheim in den 2010er Jahren wurden diese Beschädigungen wieder restauriert. Geschützt nach § 28 DSchG |    |
|                | Wappenstein                         | Brückenstraße 19 (Flst.Nr. 0-54) (Karte)                                                |             | Wappenstein Geschützt nach § 2 DSchG |    |
|                | Steinkreuz                          | Brückenstraße (Karte)                                                                   |             | Steinkreuz mit Christuskorpus |    |
|                | Bildstock mit Pieta-Darstellung     | Dahlienweg 11–13 (Karte)                                                                | unbekannt   | Bildstock mit Pieta-Darstellung, keine Inschrift und ohne Jahreszahl. Buntsandstein. |    |
|                | Pieta                               | Fröschgraben (Karte)                                                                    | unbekannt   | Kleindenkmal Nr. 04 (Impfingen): Bildstock mit Pieta-Darstellung. Steht in einem Baumgarten entlang des Fröschgrabens, mit Pietadarstellung, stand früher am Höhberg unter einem Kirschbaum, wurde nach einer Flurbereinigung in einem Baumgarten eines Hausgartens aufgestellt, trägt keine Inschrift und keine Jahreszahl, wird auch als Fränkisches Vesperbild bezeichnet. Es handelt sich um den Bildstock Nr. 4 von 18 des Impfinger Bildstockwanderwegs. |    |
|                | Sühnekreuz                          | Gemarkungsgrenze (Tauberbischofsheim–Großrinderfeld) (Karte)                            | 14./15. Jh. | Kleindenkmal Nr. 15 (Impfingen): Sühnekreuz, 14./15. Jh., an der Gemarkungsgrenze Tauberbischofsheim-Großrinderfeld. Es handelt sich um ein Sühnekreuz mit einem eingemeißelten Schwert und eingetiefter Raute, Schaft und Kreuzbalken sind an den Kanten abgeschrägt. Es gilt als eines der ältesten Sühnekreuze der Umgebung, das keine Jahreszahl aufweist. Es handelt sich um den Bildstock Nr. 15 von 18 des Impfinger Bildstockwanderwegs. Siehe Liste der Mord- und Sühnekreuze in Tauberbischofsheim. |    |
|                | Kreuzigungsgruppe                   | Hohenstraße, Taubertalstraße (Flst.Nr. 0-4) (Karte)                                     | 19. Jh.     | Kreuzigungsgruppe aus Sand- und Kunststein, Anfang 19. Jahrhundert, an einem kleinen Platz an der Ecke Hohenstraße-Taubertalstraße. Geschützt nach § 2 DSchG |    |
|                | Schmiedeeisen-Denkmal               | Hohenstraße, Taubertalstraße (Flst.Nr. 0-4) (Karte)                                     | 1964        | Das Bild zeigt die Josefsgeschichte aus der Bibel (Genesis 37–50) |    |
|                | Friedhof                            | Hohenstraße 15 (Flst.Nr. 0-5510–5511, 0-5513) (Karte)                                   |             | Friedhof Impfingen mit Friedhofsmauer, Friedhofskapelle und Kreuzigungsgruppe (Sachgesamtheit). Im Inneren befinden sich einige sehenswerte Grabsteine (beispielsweise Grabsteine von ehemaligen Impfinger Pfarrern an der Nordseite sowie an der Friedhofskapelle) und sonstige Kleindenkmale. Mitten im Friedhof steht eine Kreuzigungsgruppe (Kleindenkmal Nr. 09). Am Friedhof beginnt der Impfinger Kreuzweg (Kleindenkmal Nr. 08.01–08.14). Geschützt nach § 28 DSchG |    |
| Weitere Bilder | Friedhofskapelle                    | Hohenstraße 15 (Karte)                                                                  | 1851        | Friedhofskapelle in Impfingen. Teil der Sachgesamtheit Friedhof. Geschützt nach § 28 DSchG |    |
|                | Jesusstatue                         | Hohenstraße 15 (Karte)                                                                  |             | Darstellung Jesus. Teil der Sachgesamtheit Friedhof. Geschützt nach § 28 DSchG |    |
|                | Kreuzigungsgruppe                   | Hohenstraße 15 (Karte)                                                                  | 1784        | Kleindenkmal Nr. 09 (Impfingen): Kreuzigungsgruppe, von 1784. Befindet sich mitten im Impfinger Friedhof. Es handelt sich um den Bildstock Nr. 9 von 18 des Impfinger Bildstockwanderwegs. Teil der Sachgesamtheit Friedhof. Geschützt nach § 28 DSchG |    |
|                | Kriegerdenkmal                      | Hohenstraße 15 (Karte)                                                                  |             | Kriegerdenkmal im Friedhof. Erinnerung an die Impfinger Opfer des Ersten und Zweiten Weltkriegs. Teil der Sachgesamtheit Friedhof. Geschützt nach § 28 DSchG |    |
| Weitere Bilder | Kreuzwegstationen mit Andachtskreuz | Hohenstraße (Flst.Nr. 0-5388, 0-5508, 0-5511, 0-5515, 0-5519/1, 0-5523, 0-5539) (Karte) | 1884        | Kleindenkmal Nr. 08 (01 bis 14) (Impfingen): Vierzehn Kreuzwegstationen mit Andachtskreuz (Sachgesamtheit). Die Kreuzwegstationen befinden sich vom Friedhof bergaufwärts auf der linken Seite der Hohenstraße. Die Koordinaten verweisen auf den Beginn des Kreuzweges (1. Station). Es handelt sich um die Station Nr. 8 von 18 des Impfinger Bildstockwanderwegs (Kreuzweg mit Andachtskreuz). Die vierzehn Kreuzwegstationen wurden im Jahre 1884 gemeinsam mit einem anschließenden Abschlusskreuz errichtet. Es handelt sich um gusseiserne Stationen, die jeweils bemalt sind und ein hölzernes Abschlusskreuz aufweisen. Der genaue Urheber ist nicht bekannt. Die Kreuzwegstationen wurden von einer Firma aus dem Würzburger Raum gegossen, welche auch die gleichartigen Stationen des Schweinberger Kreuzweges (im Neckar-Odenwald-Kreis) sowie die Stationen des naheliegenden Kreuzweges zur Wallfahrtskapelle Liebfrauenbrunn bei Werbach gegossen hat. Geschützt nach § 2 DSchG |    |
| Weitere Bilder | 1. Kreuzwegstation                  | Hohenstraße (Karte)                                                                     | 1884        | Kleindenkmal Nr. 08 (01/14) (Impfingen): 1. Kreuzwegstation des vierzehn Stationen umfassenden Kreuzwegs an der Hohenstraße. Inschrift: "I. Jesus wird zum Tode verurteilt". Geschützt nach § 2 DSchG |    |
| Weitere Bilder | 2. Kreuzwegstation                  | Hohenstraße (Karte)                                                                     | 1884        | Kleindenkmal Nr. 08 (02/14) (Impfingen): 2. Kreuzwegstation des vierzehn Stationen umfassenden Kreuzwegs an der Hohenstraße. Inschrift: "II. Jesus nimmt das Kreuz auf sich". Geschützt nach § 2 DSchG |    |
| Weitere Bilder | 3. Kreuzwegstation                  | Hohenstraße (Karte)                                                                     | 1884        | Kleindenkmal Nr. 08 (03/14) (Impfingen): 3. Kreuzwegstation des vierzehn Stationen umfassenden Kreuzwegs an der Hohenstraße. Inschrift: "III. Jesus fällt zum ersten Male". Geschützt nach § 2 DSchG |    |
| Weitere Bilder | 4. Kreuzwegstation                  | Hohenstraße (Karte)                                                                     | 1884        | Kleindenkmal Nr. 08 (04/14) (Impfingen): 4. Kreuzwegstation des vierzehn Stationen umfassenden Kreuzwegs an der Hohenstraße. Inschrift: "IV. Jesus begegnet seiner betrübten Mutter". Geschützt nach § 2 DSchG |    |
| Weitere Bilder | 5. Kreuzwegstation                  | Hohenstraße (Karte)                                                                     | 1884        | Kleindenkmal Nr. 08 (05/14) (Impfingen): 5. Kreuzwegstation des vierzehn Stationen umfassenden Kreuzwegs an der Hohenstraße. Inschrift: "V. Sim. v. Cyrene hilft Jesu das Kreuz tragen". Geschützt nach § 2 DSchG |    |
| Weitere Bilder | 6. Kreuzwegstation                  | Hohenstraße (Karte)                                                                     | 1884        | Kleindenkmal Nr. 08 (06/14) (Impfingen): 6. Kreuzwegstation des vierzehn Stationen umfassenden Kreuzwegs an der Hohenstraße. Inschrift: "VI. Veronika reicht Jesus das Schweißtuch". Geschützt nach § 2 DSchG |    |
| Weitere Bilder | 7. Kreuzwegstation                  | Hohenstraße (Karte)                                                                     | 1884        | Kleindenkmal Nr. 08 (07/14) (Impfingen): 7. Kreuzwegstation des vierzehn Stationen umfassenden Kreuzwegs an der Hohenstraße. Inschrift: "VII. Jesus fällt zum zweiten Male". Geschützt nach § 2 DSchG |    |
| Weitere Bilder | 8. Kreuzwegstation                  | Hohenstraße (Karte)                                                                     | 1884        | Kleindenkmal Nr. 08 (08/14) (Impfingen): 8. Kreuzwegstation des vierzehn Stationen umfassenden Kreuzwegs an der Hohenstraße. Inschrift: "VIII. Jesus redet zu den weinenden Frauen". Geschützt nach § 2 DSchG |    |
| Weitere Bilder | 9. Kreuzwegstation                  | Hohenstraße (Karte)                                                                     | 1884        | Kleindenkmal Nr. 08 (09/14) (Impfingen): 9. Kreuzwegstation des vierzehn Stationen umfassenden Kreuzwegs an der Hohenstraße. Inschrift: "IX. Jesus fällt zum dritten Male". Geschützt nach § 2 DSchG |    |
| Weitere Bilder | 10. Kreuzwegstation                 | Hohenstraße (Karte)                                                                     | 1884        | Kleindenkmal Nr. 08 (10/14) (Impfingen): 10. Kreuzwegstation des vierzehn Stationen umfassenden Kreuzwegs an der Hohenstraße. Inschrift: "X. Jesus wird seiner Kleider beraubt". Geschützt nach § 2 DSchG |    |
| Weitere Bilder | 11. Kreuzwegstation                 | Hohenstraße (Karte)                                                                     | 1884        | Kleindenkmal Nr. 08 (11/14) (Impfingen): 11. Kreuzwegstation des vierzehn Stationen umfassenden Kreuzwegs an der Hohenstraße. Inschrift: "XI. Jesus wird an's Kreuz genagelt". Geschützt nach § 2 DSchG |    |
| Weitere Bilder | 12. Kreuzwegstation                 | Hohenstraße (Karte)                                                                     | 1884        | Kleindenkmal Nr. 08 (12/14) (Impfingen): 12. Kreuzwegstation des vierzehn Stationen umfassenden Kreuzwegs an der Hohenstraße. Inschrift: "XII. Jesus stirbt am Kreuze". Geschützt nach § 2 DSchG |    |
| Weitere Bilder | 13. Kreuzwegstation                 | Hohenstraße (Karte)                                                                     | 1884        | Kleindenkmal Nr. 08 (13/14) (Impfingen): 13. Kreuzwegstation des vierzehn Stationen umfassenden Kreuzwegs an der Hohenstraße. Inschrift: "XIII. Jesus wird vom Kreuze abgenommen". Geschützt nach § 2 DSchG |    |
| Weitere Bilder | 14. Kreuzwegstation                 | Hohenstraße (Karte)                                                                     | 1884        | Kleindenkmal Nr. 08 (14/14) (Impfingen): 14. Kreuzwegstation des vierzehn Stationen umfassenden Kreuzwegs an der Hohenstraße. Inschrift: "XIV. Jesus wird in's Grab gelegt". Geschützt nach § 2 DSchG |    |
|                | Andachtskreuz                       | Hohenstraße (Karte)                                                                     | 1884        | Andachtskreuz von 1884 nach der letzten Kreuzwegstation. Es handelt sich um die Station Nr. 8 von 18 des Impfinger Bildstockwanderwegs (Kreuzweg mit Andachtskreuz, Sachgesamtheit). Geschützt nach § 2 DSchG |    |
|                | 14-Heiligen-Bildstock               | Hohenstraße (Flst.Nr. 0-5523) (Karte)                                                   | 1799        | Kleindenkmal Nr. 10 (Impfingen): 14-Heiligen-Bildstock (beim Wasserhochbehälter), von 1799. Es befindet sich zwischen den Kreuzwegstationen oberhalb eines ehemaligen Wasserhochbehälters, verfügt über eine große Reliefplatte, Relief zeigt die 14 Heiligen Nothelfer. Wahrscheinlich führte an diesem Bildstock ein alter Wallfahrtsweg vorbei bis nach Vierzehnheiligen zur Basilika. Es handelt sich um den Bildstock Nr. 10 von 18 des Impfinger Bildstockwanderwegs. Geschützt nach § 2 DSchG |    |
|                | Heilige-Familie-Bildstock           | Hohenstraße 101 (bei) (Flst.Nr. 0-3529) (Karte)                                         | 1885        | Kleindenkmal Nr. 11 (Impfingen): Heilige-Familie-Bildstock, von 1885. Befindet sich an einem Aussiedlerhof, der Bildstock trägt ein Relief der Heiligen Familie. Es handelt sich um den Bildstock Nr. 11 von 18 des Impfinger Bildstockwanderwegs. Ein Impfinger Landwirt soll mit seiner Frau bereits zwei Mädchen bekommen haben. Er betete zu Gott um einen männlichen Nachwuchs, der seinen Hof fortführen könne, und versprach, zum Dank einen Bildstock zu errichten. Nachdem er diesen Bildstock errichtete, bekamen er und seine Frau noch vier gesunde Söhne Geschützt nach § 2 DSchG |    |
|                | Mund'sches Kreuz                    | Hohenstraße, Krainersweg (Flst.Nr. 0-3956) (Karte)                                      | 1598        | Kleindenkmal Nr. 13 (Impfingen): Mordkreuz, von 1598, als Mund'sches Kreuz bezeichnet. Hintergrund: Ein Sohn der Familie Mund wurde drei Tage vor dem Martinifest todgeschlagen. Das Mund'sche Kreuz steht am Wegrain zwischen zwei Aussiedlerhöfen (Werr und Rudolf). Es handelt sich um den ältesten Bildstock auf der Impfinger Gemarkung. Er erinnert an einen Mordanschlag auf den Impfinger Bürger Matthias Mund. Der Nachname des Mörders wurde vor vielen Jahren aus dem Stein herausgemeisselt. Der Bildstock wurde 2002 durch den Impfinger Heimatverein restauriert. Es handelt sich um den Bildstock Nr. 13 von 18 des Impfinger Bildstockwanderwegs. Geschützt nach § 2 DSchG |    |
|                | Bildstock mit Pieta-Darstellung     | Hohenstraße (Karte)                                                                     | 1734        | Kleindenkmal Nr. 12 (Impfingen): Bildstock mit Pieta-Darstellung, von 1734. Steht gegenüber einem Aussiedlerhof, zeigt ein Relief der Pieta mit der Inschrift GZE H Bardel Maninger 1734. Es handelt sich um den Bildstock Nr. 12 von 18 des Impfinger Bildstockwanderwegs. |    |
|                | Bildstock                           | Hohenstraße (Karte)                                                                     | 1741        | Kleindenkmal Nr. 16 (Impfingen): Bildstock, von 1741, mit Stifterinschrift. Befindet sich am Ende der Hohenstraße auf einem Waldweg am Waldausgang, der Bildstock zeigt Maria mit dem Kind; es handelt sich um eine Nachbildung; das Original wurde 1993 gestohlen. Es handelt sich um den Bildstock Nr. 16 von 18 des Impfinger Bildstockwanderwegs. |    |
|                | Schulhaus                           | Kirchplatz 1 (Flst.Nr. 0-154) (Karte)                                                   | 19. Jh.     | Ehemaliges Schulhaus, sonstiges Denkmal, zweite Hälfte des 19. Jh. Geschützt nach § 2 DSchG |    |
| Weitere Bilder | St. Nikolaus                        | Kirchplatz 3 (Flst.Nr. 0-156) (Karte)                                                   | 18. Jh.     | Katholische Pfarrkirche St. Nikolaus, erste Hälfte des 18. Jh., Gotischer Turm und Chor, Erweiterung 1700–1704 und 1904, barocke Fresken im gotischen Netzgewölbe, Altäre aus der Werkstatt der Brüder Schäfer, Karlstadt am Main (1770/72). Impfingen ist eines der wenigen Orte in Süddeutschland, die zwei Dorfheilige besitzen. Zum einen der Dorfheilige St. Nikolaus, zum anderen der Dorfheilige St. Jakobus (siehe auch den Jakobusbrunnen mit Jakobusstatue auf dem "Plan", der alten Ortsmitte) als zweiter Ortspatron, der gemeinsam mit den Einwohnern der abgegangenen Siedlung Fahrental (früher im Fahrentalsgraben gelegen) ins Dorf mit aufgenommen wurde. Geschützt nach § 28 DSchG |    |
| Weitere Bilder | Mariengrotte                        | Kirchplatz 3 (bei) (Karte)                                                              |             | Mariengrotte neben der Kirche |    |
|                | Pfarrhof mit Wohnhaus               | Kirchplatz 5 (Flst.Nr. 0-157) (Karte)                                                   |             | Pfarrhof mit Wohnhaus, Scheune und Umfassungsmauer (Sachgesamtheit). Geschützt nach § 2 DSchG |    |
|                | Kreuzschlepper                      | Lange Steige (Flst.Nr. 0-5616) (Karte)                                                  | 1879        | Kleindenkmal Nr. 17 (Impfingen): Bildstock, sog. Kreuzschlepper, von 1879. Befindet sich an der Langen Steige in der Hälfte des Weges; stellt den kreuztragenden Christus dar, der die Sünden des Ortes hinaus tragen soll; der ursprüngliche, zerfallene Bildstock wurde durch eine handwerkliche Kopie ersetzt. Es handelt sich um den Bildstock Nr. 17 von 18 des Impfinger Bildstockwanderwegs. Geschützt nach § 2 DSchG |    |
|                | Madonna im Strahlenkranz mit Zepter | Lange Steige 14 (bei) (Flst.Nr. 0-6905) (Karte)                                         | 1793        | Kleindenkmal Nr. 18 (Impfingen): Immaculata. Bildstock Madonna im Strahlenkranz mit Zepter, von 1793, mit Stifterinschrift. Befindet sich an der Langen Steige in einem Hausgarten, stellt eine barocke Immaculata dar, Maria trägt ein Buch sowie eine Lilie und hat einen farbig gefassten Sternennimbus, Maria wird als sieghafte Überwinderin des Bösen in der Welt dargestellt. Es handelt sich um den Bildstock Nr. 18 von 18 des Impfinger Bildstockwanderwegs. Geschützt nach § 2 DSchG |    |
|                | Steinkreuz                          | Leintal (Gewann) (Karte)                                                                | 1774        | Steinkreuz, Kreuzigungsdarstellung, von 1774, im Leintal an der Panzerstraße gelegen, an den ehemaligen Impfinger Weinbergen |    |
|                | Bildstock                           | Leintal (Gewann) (Flst.Nr. 0-6579) (Karte)                                              | 1744        | Bildstock, Darstellung: Walldürner Blutbild, 1744 bez., zum Blutwunder von Walldürn, im Leintal an der Panzerstraße gelegen, an den ehemaligen Impfinger Weinbergen. Inschrift: Gott zu loben und dem Blut zu ehren ist dieser Bildstock hier her gesetzt worden. Geschützt nach § 2 DSchG |    |
|                | Dreifaltigkeits-Bildstock           | Plan (Flst.Nr. 0-51/1) (Karte)                                                          | 1742        | Kleindenkmal Nr. 02 (Impfingen): Dreifaltigkeits-Bildstock, von 1742, mit Stifterinschrift. Steht gegenüber dem Dorfbrunnen neben dem Dorfpavillon, Reliefaufsatz mit Dreifaltigkeitsdarstellung, der Reliefaufsatz wird seit einer Restaurierung im Jahre 1974 im Tauberfränkischen Landschaftsmuseum aufbewahrt, an dessen Stelle wurde eine Kopie gesetzt. Es handelt sich um den Bildstock Nr. 2 von 18 des Impfinger Bildstockwanderwegs. Geschützt nach § 2 DSchG |    |
| Weitere Bilder | Jakobusbrunnen mit Jakobusstatue    | Plan (Flst.Nr. 0-51/1) (Karte)                                                          | 1994        | Kleindenkmal Nr. 01 (Impfingen): Jakobusbrunnen mit Jakobusstatue, auf dem "Plan" (der alten Ortsmitte), mit einem Bildstock des zweiten Ortspatrons St. Jakobus. Impfingen ist eines der wenigen Orte in Süddeutschland, die zwei Dorfheilige besitzen. Zum einen der Dorfheilige St. Nikolaus, zum anderen der Dorfheilige St. Jakobus, der gemeinsam mit den Einwohnern der abgegangenen Siedlung Fahrental (früher im Fahrentalsgraben gelegen) ins Dorf mit aufgenommen wurde. Der Jakobusbrunnen wurde 1994 im Rahmen einer Dorfsanierung erstellt. Es handelt sich um den Bildstock Nr. 1 von 18 des Impfinger Bildstockwanderwegs. |    |
|                | Streckenabschnitt mit Brücke        | Taubertal (Flst.Nr. 0-1800) (Karte)                                                     |             | Bahnstrecke der Badischen Taubertalbahn auf der Gemarkung von Impfingen mit Tiefbauten und Dämmen sowie Bahnhöfen und Nebengebäuden, hier: "Streckenabschnitt mit Brücke bei km 10,304". Teil der Sachgesamtheit "Badische Taubertalbahn". Geschützt nach § 2 DSchG |    |
|                | Wegkreuz                            | Taubertalstraße (Flst.Nr. 0-5339) (Karte)                                               |             | Wegkreuz. An der Taubertalstraße (L 506) in Richtung Werbach am linken Wegesrand, vor einem kleinen Wäldchen. Geschützt nach § 2 DSchG |    |
|                | Bildstock                           | Taubertalstraße 4 (bei) (Flst.Nr. 0-179) (Karte)                                        |             | Bildstock an der Taubertalstraße. Liegt in Richtung Tauberbischofsheim kurz vor dem Ortsausgang an der rechten Seite der Taubertalstraße. Geschützt nach § 2 DSchG |    |
|                | Bildstock                           | Taubertalradweg (Karte)                                                                 | 1790        | Kleindenkmal Nr. 06 (Impfingen): Bildstock, von 1790, mit Stifterinschrift. Steht am Fahrradweg am Ortsausgang in Richtung Tauberbischofsheim. Das Vorgängerbild wurde 1980 gestohlen. Eine Nachbildung wurde von Martin Weiß, Steinmetz, aus Impfingen gefertigt. Eine Restaurierung erfolgte 2002 durch den Impfinger Heimatverein. Es handelt sich um den Bildstock Nr. 6 von 18 des Impfinger Bildstockwanderwegs. |    |
|                | Kriegerdenkmal                      | Teufelsloch (Karte)                                                                     | 1866        | Kleindenkmal Nr. 14 (Impfingen): Kriegerdenkmal, von 1866. Erinnert an zwei an dieser Stelle ruhende Soldaten aus dem Bruderkrieg von 1866, steht im Gewann Teufelsloch. Es handelt sich um den Bildstock Nr. 14 von 18 des Impfinger Bildstockwanderwegs. |    |
|                | Bauernhaus                          | Tiefengasse 1 (Flst.Nr. 0-87) (Karte)                                                   |             | Bauernhaus Geschützt nach § 2 DSchG |    |
|                | Bildstock                           | Tiefengasse 10 (Karte)                                                                  | 1741        | Kleindenkmal Nr. 03 (Impfingen): Kreuzigungsbildstock mit den Assistenzfiguren Maria von Magdala und Johannes, von 1741, mit Stifterinschrift (Mathes Withopf und Ehefrau). Befindet sich im Hausgarten an der Straßenecke. Es handelt sich um den Bildstock Nr. 3 von 18 des Impfinger Bildstockwanderwegs. |    |
|                | Bauernhaus                          | Zum Plan 3 (Flst.Nr. 0-50) (Karte)                                                      |             | Bauernhaus mit Hausmadonna, Hofmauer, Hoftor, Fußgängerpforte und Brunnenstube (Sachgesamtheit). Geschützt nach § 2 DSchG |    |
|                | Bildstock                           | Zum Plan 3 (bei), Taubertalstraße (Flst.Nr. 0-52) (Karte)                               |             | Bildstock an der Taubertalstraße. Liegt in Richtung Tauberbischofsheim kurz vor dem Ortsausgang an der rechten Seite der Taubertalstraße. Geschützt nach § 2 DSchG |    |